# Bence Pásztor
Bence Pásztor (* 5. Februar 1995) ist ein ungarischer Leichtathlet, der im Hammerwurf antritt.

## Sportliche Laufbahn
Bence Pásztor tritt seit 2009 in Wettkämpfen im Hammerwurf an. Ein Jahr später warf er mit dem Wurfgewicht von 5 Kilogramm bereits eine Weite von 75,52 m. Seine Leistungen brachten ihm schon in jungen Jahren vordere Plätze bei nationalen Meisterschaften der Erwachsenen ein. Im Juli 2011 trat er bei den U18-Weltmeisterschaften in Lille an, bei denen er mit einer Weite von 82,60 m die Goldmedaille gewann. Nur wenige Tage später siegte er auch beim Europäischen Olympischen Jugendfestival in Trabzon mit persönlicher Bestleistung von 84,41 m. Ab der Saison 2012 trat er dann in der Altersklasse U20 mit dem Wurfgewicht von 6 Kilogramm an. Im Juli gewann er bei den U20-Weltmeisterschaften in Barcelona die Silbermedaille. Anschließend wurde er ungarischer U18-Meister.
Ab 2013 fokussierte er sich dann gänzlich auf den Hammerwurf, nachdem er bis zum Vorjahr regional begrenzt auch im Kugelstoßen und dem Diskuswurf antrat. Im Juni gewann er Gold bei de nationalen U20-Meisterschaften und startete dann einen Monat später bei den U20-Europameisterschaften in Rieti. Im Finale der Meisterschaften stellte er mit 77,35 m eine neue Bestleistung mit dem Wurfgewicht 6 Kilogramm auf, mit denen er die Silbermedaille gewann. Im Mai 2014 warf er bei den Werfertagen in Halle erstmals über 80 Meter. Im Sommer gewann er, wie schon zwei Jahre zuvor, erneut Silber bei den U20-Weltmeisterschaften. Ebenfalls wie 2012 musste er sich nur dem Katarer Ashraf Amgad el-Seify geschlagen geben. Mit Beginn der Saison 2016 geht Pásztor mit dem finalen Wurfgewicht von 7,26 Kilogramm an den Start. Im Juni stellte er seine Saisonbestleistung von 75,74 m auf. Einen Monat später gewann er die Bronzemedaille bei den U23-Europameisterschaften in Tallinn. Im August wurde er im selben Monat ungarischer Vizemeister, in dem er bei den Weltmeisterschaften in Peking erstmals an einer internationalen Meisterschaft bei den Erwachsenen antrat. Mit 71,14 m schied er allerdings, weit abgeschlagen, in der Qualifikation aus. Etwas knapper in der Qualifikation schied er dann ein Jahr später bei den Europameisterschaften in Amsterdam aus. Nach Platz 8 in seiner Qualifikationsgruppe landete er auf dem insgesamt 17. Platz.
2017 trat Pásztor letztmals zu den U23-Europameisterschaften, diesmal in Bydgoszcz, an. Im Finale kam er auf 71,51 m und gewann damit die Silbermedaille hinter seinen Landsmann Bence Halász. 2018 schied er bei den Europameisterschaften in Berlin in der Qualifikation aus und landete auf dem 26. Platz.

## Wichtige Wettbewerbe
| Jahr               | Veranstaltung                           | Ort                | Platz              | Disziplin          | Weite              |
| Startet für Ungarn | Startet für Ungarn                      | Startet für Ungarn | Startet für Ungarn | Startet für Ungarn | Startet für Ungarn |
| ------------------ | --------------------------------------- | ------------------ | ------------------ | ------------------ | ------------------ |
| 2011               | U18-Weltmeisterschaften                 | Lille              | 1.                 | Hammerwurf (5 kg)  | 82,60 m            |
| 2011               | Europäisches Olympisches Jugendfestival | Trabzon            | 1.                 | Hammerwurf (5 kg)  | 84,41 m            |
| 2012               | U20-Weltmeisterschaften                 | Barcelona          | 2.                 | Hammerwurf (6 kg)  | 76,74 m            |
| 2013               | U20-Europameisterschaften               | Rieti              | 2.                 | Hammerwurf (6 kg)  | 77,35 m            |
| 2014               | U20-Weltmeisterschaften                 | Eugene             | 2.                 | Hammerwurf (6 kg)  | 79,99 m            |
| 2015               | U23-Europameisterschaften               | Tallinn            | 3.                 | Hammerwurf         | 74,06 m            |
| 2015               | Weltmeisterschaften                     | Peking             | 28.                | Hammerwurf         | 71,14 m            |
| 2016               | Europameisterschaften                   | Amsterdam          | 17.                | Hammerwurf         | 71,20 m            |
| 2017               | U23-Europameisterschaften               | Bydgoszcz          | 2.                 | Hammerwurf         | 71,51 m            |
| 2018               | Europameisterschaften                   | Berlin             | 26.                | Hammerwurf         | 69,66 m            |

## Leistungsentwicklung
- 2010: 58,77 m
- 2011: 64,92 m
- 2012: 65,77 m
- 2013: 66,69 m
- 2014: 71,50 m
- 2015: 75,74 m